# Odd Fellowklass
Odd Fellowklass är en typ av täckta räddningsfartyg inom svenska Sjöräddningssällskapets verksamhet.
Fartygen av Odd Fellowklass byggdes under andra hälften av 1990-talet. De är avsedda för en besättning på fyra personer.

## Fartyg i Odd Fellowklass i Sjöräddningssällskapets tidigare och nuvarande flotta
- 16-01 Rescue Odd Fellow, Räddningsstation Bua, byggd 1995
- 16-02 Rescue Sparbanken Tanum, Räddningsstation Fjällbacka, byggd 1995. Såld till Färöarna 2019
- 16-03 Rescue Elsa Johansson, Räddningsstation Trelleborg, byggd 1997. Såld till Island 2021
- 16-04 Rescue Märta Collin, Räddningsstation Rörö,  byggd 1998, 2022 på Räddningsstation Rörö